# Kaalasjärvi, Lappland
För byn Kaalasjärvi, se Kaalasjärvi
Kaalasjärvi är en sjö i Gällivare kommun och Kiruna kommun i Lappland och ingår i Kalixälvens huvudavrinningsområde. Sjön har en area på 16,4 kvadratkilometer och ligger 461 meter över havet. Kaalasjärvi ligger i Torne och Kalix älvsystem Natura 2000-område.

## Delavrinningsområde
Kaalasjärvi ingår i det delavrinningsområde (752699-167199) som SMHI kallar för Utloppet av Kaalasjärvi. Medelhöjden är 516 meter över havet och ytan är 93,05 kvadratkilometer. Räknas de 59 avrinningsområdena uppströms in blir den ackumulerade arean 1 471,72 kvadratkilometer. Kalixälven som avvattnar avrinningsområdet har biflödesordning 2, vilket innebär att vattnet flödar genom totalt 2 vattendrag innan det når havet efter 336 kilometer. Avrinningsområdet består mestadels av skog (54 procent) och sankmarker (13 procent). Avrinningsområdet har 17,8 kvadratkilometer vattenytor vilket ger det en sjöprocent på 19,1 procent.

## Historia
Kaalasjärvi omnämns i gamla skattelängder som Chalis (1568), Calix (1576) eller Kalix träsk (1595). Sjön brukades av samer inom lappbyn Siggevara eller Lullebyn (Nederbyn), som omfattade den östra delen av Jukkasjärvi socken.